# (32960) 1996 NO4
1996 NO4 (asteroide 32960) é um asteroide da cintura principal. Possui uma excentricidade de 0.19955660 e uma inclinação de 12.11341º.
Este asteroide foi descoberto no dia 14 de julho de 1996 por Eric Walter Elst em La Silla.